# Aluniș (Prahova megye)
Aluniș község és falu Prahova megyében, Munténiában, Romániában. A hozzá tartozó település  Ostrovu.

## Fekvése
A megye északi részén található, a Subkárpátokban, a megyeszékhelytől, Ploieștitől, negyvenöt kilométerre északra, az Aluniș és a Bertea patakok mentén.

## Története
Első írásos említése 1631-ből való Strâmbeni néven, az akkori községközpont, Strâmbeni után, mely a mai Ostrovu régi neve volt.
1902-ben a község Prahova megye Vărbilău járásához tartozott és Strâmbeni valamint Alunișul falvakból állt, 1220 lakossal.
1925-ben a községnek 2625 lakosa volt.
1950-ben közigazgatási átszervezés alapján, a Prahova-i régió Teleajen rajonjához került, majd 1952-ben a Ploiești régióhoz csatolták.
1968-ban ismét megyerendszert vezettek be az országban, a község az újból létrehozott Prahova megye része lett. Ekkor lett Aluniș a községközpont és ekkor kapta maga a község is ezt az elnevezést. Strâmbeni település pedig felvette az Ostrovu nevet.

## Lakossága
| Nemzetiségek | 2002 | 2002   |
| ------------ | ---- | ------ |
| Románok      | 3685 | 98,29% |
| Romák        | 63   | 1,63%  |
| Németek      | 1    | 0,02%  |
| Összesen     | 3749 | 100,0% |

## Látnivalók
- Felszabadulási emlékmű